# Керимов, Фархад Аскер оглы
Фархад Аскер оглы Керимов (азерб. Fərhad Əsgər oğlu Kərimov; 11 декабря 1948 — 22 мая 1995) — азербайджанский журналист. Автор многих репортажей из зоны боевых действий в Нагорном Карабахе, Грузии, Таджикистане и Чечне.

## Биография
Родился 11 декабря 1948 года в Москве. В 1973 году окончил физико-математический факультет Азербайджанского университета. Работал в Академии наук Азербайджана.
Позднее начал работать в журналистике. С 1987 года полностью посвятил себя журналистике. Начал свою деятельность как репортёр в газете «Молодёжь Азербайджана».
С 1 октября 1991 года работал редактором в информационном отделе Информационного агентства «Туран». В 1992 году сотрудничал с Рейтер и Ассошиэйтед пресс. С 1992 по 1994 год создал видеорепортажи в Первой карабахской войне. Является также автором многих репортажей из зоны боевых действий в Грузии и Таджикистане.

### Чеченская война
Мировую известность принесли Фархаду Керимову его репортажи из Чечни. Он сумел запечатлеть ужасы Чеченской войны. Фархад снял наступление российской артиллерии и штурм зимы 1994/95 гг. Он сыграл существенную роль в изменении взгляда мировой общественности на конфликт в Чечне.
21 мая 1995 года, когда Фархад вёл репортаж на стороне чеченских боевиков, он был застрелен неизвестными между сёлами Шали и Ведено в лесном массиве рядом с селениями Саясан и Шуани Ножай-Юртовского района, в 44 км к югу от Грозного. Был обнаружен 22 мая местным жителем. Несколько дней спустя был опознан братом. Был похоронен в селе Шали Ножай-Юртовского района.
Лишь через три года его тело привезли в Азербайджан и похоронили рядом с отцом в посёлке Хырдалан.
Фархад Керимов был первый, кто удостоился Награды имени Рори Пека в 1995 году.
Его фамилия и имя запечатлены на мемориальной доске на Арлингтонском кладбище в Вашингтоне.